# Andrena rhenana
Andrena rhenana là một loài Hymenoptera trong họ Andrenidae. Loài này được Stoeckhert mô tả khoa học năm 1930.